# Laguna Trovolhue
La laguna Trovolhue es un cuerpo superficial de agua que desagua en el río Moncul, uno de los últimos afluentes del río Imperial antes de desfogar en el océano Pacífico.

## Trayecto
La laguna está ubicada en el extremo sur de la cordillera de Nahuelbuta y es la fuente del río Moncul.: 452  Sin embargo, en el inventario público de lagos de Chile (2022), que también enlista las lagunas, no tiene un cuerpo de agua bajo ese nombre.

## Caudal y régimen
El régimen del río Imperial es fundamentalmente pluvial con crecidas de invierno.: 456 

## Historia
Luis Risopatrón lo describe en su Diccionario jeográfico de Chile (1924):: 905 
Trovolhue (Laguna de). 38° 38' 73° 18' Es de mediana estensión i se encuentra a unos 6 m de altitud, en el estremo de la falda S de la cordillera de Nahuelbuta; da oríjen al rio Moncul, del Imperial. 1, xxviii, p. 147; 61, ci, p. 642; i 156.